# Копетон еквадорський
Копето́н еквадорський (Myiarchus phaeocephalus) — вид горобцеподібних птахів родини тиранових (Tyrannidae). Мешкає в Еквадорі та Перу.

## Підвиди
Виділяють два підвиди:
- M. p. phaeocephalus Sclater, PL, 1860 — захід Еквадору, північний захід Перу;
- M. p. interior Zimmer, JT, 1938 — північ Перу.

## Поширення і екологія
Еквадорські копетони живуть в сухих тропічних лісах і чагарниках, в рівнинних вологих і мангрових лісах Еквадорі та Перу на висоті до 1500 м над рівнем моря.